# Супермен 3
«Супермен 3» (англ. Superman III) — британсько-американський фантастичний фільм 1983 року, третя частина екранізацій коміксів про Супермена.

## Сюжет
У Метрополісі конгломерат «Webscoe» наймає талановитого програміста Гаса Гормана. Гас розкрадає гроші свого роботодавця, користуючись малопомітними коливаннями цін. Генеральний директор Росс Вебстер дізнається про це та вирішує скористатися послугами Гормана для власного збагачення. Вебстера зацікавила здатність Гаса допомогти йому фінансово. Тому він, його сестра Віра коханка Лорелея шантажують Гаса.
Кларк Кент переконує свого директора Перрі Вайта дозволити йому та Джиммі Олсену відвідати Смолвіль для зустрічі випускників школи. В той же час колега Кларка, Лоїс Лейн, їде у відпустку на Бермудські острови. У дорозі, таємно переодягаючись у костюм Супермена, Кент гасить пожежу на хімічному заводі.
На зустрічі Кларк возз'єднується з подругою дитинства Ланою Ленг, розлученою жінкою з маленьким сином на ім'я Рікі. Кларка переслідує Бред Вілсон, шкільний хуліган і колишній хлопець Лани. Пізніше, влаштовуючи пікнік з Ланою, Супермен рятує непритомного Рікі від загибелі під лезами комбайна.
Розлючений відмовою Колумбії вести з ним справи, Вебстер наказує Гасу скористатися американським метеорологічним супутником «Вулкан» аби створити торнадо та знищити врожай кави в Колумбії. Гас їде до Смолвіля, щоб скористатися дочірньою компанією «Webscoe» для перепрограмування супутника. Хоча «Вулкан» створює руйнівну бурю, Супермен нейтралізує бурю. Вбачаючи в Супермені загрозу своїм планам, Вебстер наказує Гасу виготовити синтетичний криптоніт — мінерал, який позбавляє Супермена сил. Гас синтезує криптоніт, але оскільки один складник невідомий, він замінює його смолою.
Лана переконує Супермена з'явитися на дні народження Рікі, але Смолвіль перетворює це на міське свято. Гас і Віра, переодягнені в армійських офіцерів, дають Супермену синтетичний криптоніт. Це здійснює несподіваний ефект: Супермен стає егоїстичним, а потім вчиняє дрібні акти вандалізму. Він вирівнює Пізанську вежу та задуває Олімпійський вогонь.
Гас просить Вебстера створити найдосконаліший у світі суперкомп'ютер; Генеральний директор погоджується, якщо Гас створить енергетичну кризу, спрямувавши всі нафтові танкери в середину Атлантичного океану. Коли капітан одного з танкерів наполягає на збереженні початкового курсу, Лорелея спокушає Супермена пробити корабель, спричинивши розлив нафти.
Супермен усвідомлює, що суперечить своїм моральним принципам, і розпадається на дві істоти: аморального Темного Супермена та м'якого несміливого Кларка Кента. Обидва борються на звалищі, і Кларк зрештою перемагає. Отямившись, Супермен усуває пошкодження, завдані розливом нафти, і прямує на захід, щоб розправитися з лиходіями. Уникнувши ракетної атаки, Супермен протистоїть Вебстеру, Вірі та Лорелей. Суперкомп'ютер вираховує слабкість Супермена і самовільно створює правильний криптоніт, випромінюванням якого стріляє в супергероя.
Охоплений почуттям провини та нажаханий перспективою лишитися в історії як убивця Супермена, Гас знищує криптонітовий випромінювач сокирою. Супермен тікає, але комп'ютер стає самосвідомим, перешкоджаючи спробам Гаса вивести його з ладу. Комп'ютер перетворює Віру на кіборга, що атакує її брата та Лорелей паралізуючими променями. Згадавши аварію на хімічному заводі, Супермен повертається з кислотою, яку суперкомп'ютер не сприймає як загрозу. Тепло від суперкомп'ютера призводить до того, що кислота випаровується, роз'їдаючи пристрої. Супермен залишає Вебстера та його друзів поліції, але дякує Гасу за свій порятунок. Потім він летить із Ланою до вугільної шахти, де перетворює вугілля на діамант для Лани. Гас відмовляється повертатися до Метрополіса, вирішуючи почати бізнес у Західній Вірджинії.
Вже в подобі Кларка, Супермен відвідує Лану після того, як вона переїжджає до Метрополіса. П'яний Бред нападає на Кларка, вважаючи, що він зробив їй пропозицію одруження. Але Кларк перемагає його, не вдаючись до суперсил. Лана стає секретаркою Перрі Вайта на подив Лоїс Лейн, яка повертається з відпустки зі статтею про корупцію на Бермудських островах. Вона лишається приємно здивована статтею Кларка про останні події. Перед обідом з Ланою Супермен ставить на місце Пізанську вежу і летить на схід сонця за наступними пригодами.

## У ролях
- Крістофер Рів — Супермен / Кларк Кент
- Річард Прайор — Гас Горман
- Джеккі Купер — Перрі Вайт
- Марк МакКлюр — Джиммі Олсен
- Аннетт О'Тул — Лана Ленг
- Енні Росс — Віра Вебстер
- Памела Стефенсон — Лорелей
- Роберт Вон — Росс Вебстер
- Марго Кіддер — Лоїс Лейн
- Гевен О'Херліхі — Бред
- Елл Метьюс — начальник пожежної служби